# Hannah Whitall Smith

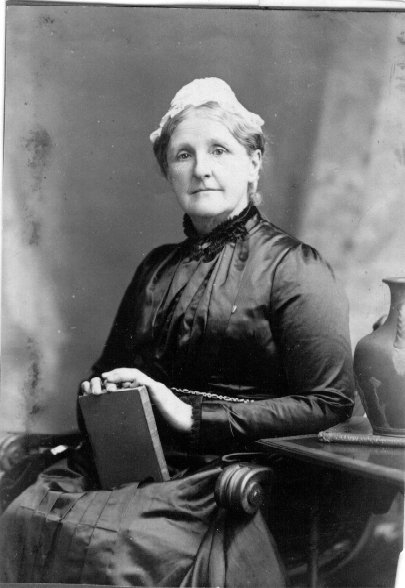
Hannah Whitall Smith

Hannah Whitall Smith (* 7. Februar 1832 in Woodbury, New Jersey; † 1. Mai 1911 in London) war eine US-amerikanische, einflussreiche Vertreterin der Heiligungsbewegung und Frauenrechtlerin. Sie schrieb 1870 den Bestseller The Christian’s Secret of a Happy Life (deutsch: Das Geheimnis eines glücklichen Christenlebens), der in viele Sprachen übersetzt und etwa 2 Millionen Mal gedruckt wurde.

## Leben
Whitall Smith war die älteste Tochter des Quäkers und Schiffskapitäns John Mickle Whitall. Er übernahm 1838 die Glasfabrik Whitall−Tatum und sicherte damit der Familie Einkommen, Wohlstand und Glück. Die quäkerische Lehre vom "inneren Licht" im Menschen begleitete sie von Kind auf, und der Vater stärkte ihr Gottvertrauen. Am 5. November 1851 heiratete sie den Unternehmer Robert Pearsall Smith (1827–1898), der sie als ebenbürtige Partnerin annahm und liebte. Sie wohnten zuerst in Germantown und Philadelphia, bevor sie 1865 nach Millville in New Jersey umzogen. Nach einer Phase der inneren Suche und dem Verlust der fünfjährigen Tochter Nelly 1857 traf sie am 30. August 1858 eine Entscheidung für Christus. Zuvor hatte sie die Kapitel drei bis fünf im Römerbrief gelesen, und danach begann sie die Versammlungen der Plymouth Brethren zu besuchen. Sie geriet dadurch in Konflikt mit den führenden Quäkern, und als Ehepaar verließen sie die Quäkergemeinschaft. Hannah ließ sich im Herbst 1859 in der First Baptist Church in Pottsville taufen, und in einer Erweckungsversammlung in Philadelphia feierte sie mit 5000 Gläubigen erstmals das Abendmahl. Diese Ereignisse führten zu einer Dissonanz mit ihrem Vater, und er verwehrte dem Ehepaar für eine gewisse Zeit den Kontakt. Zu ihren Schwestern blieb sie immer in Verbindung. Als Ehepaar wurden sie um 1867 für die methodistisch geprägte Heiligungsbewegung gewonnen. Daraufhin veröffentlichte sie 1870 den Bestseller The Christian's Secret of a Happy Life (deutsch: Das Geheimnis eines glücklichen Christenlebens). Das Ehepaar Smith schloss sich William Edwin Boardman (1810–1886) an, dessen Buch The Higher Christian Life von 1858 als Standardwerk der Heiligungsbewegung galt.
1874 siedelte Whitall Smith mit ihrer Familie nach England über, wo sie ihren Mann auf großen Konferenzen in Oxford und Brighton unterstützte. Für Aufsehen sorgten dabei ihre Auftritte als glänzende Rednerin, nicht nur vor Frauen, sondern auch vor Männern, was bis dahin im Christentum kaum vorgekommen war. Hannah Whitall Smith setzte sich in der Folgezeit für die öffentliche Lehrtätigkeit von Frauen ebenso ein wie für das Frauenwahlrecht. Ebenfalls im Jahr 1874 wurde sie Mitbegründerin der Woman’s Christian Temperance Union, die gegen Alkoholmissbrauch kämpfte. 1883 wurde sie Superintendentin der Abteilung Evangelisation.
1875 kehrte das Ehepaar Smith nach den gut besuchten und erfolgreichen Heiligungskonferenzen in England, Deutschland und in der Schweiz wegen eines Skandals ihres Mannes wieder in die USA zurück. 1876 vermittelte ein Freund namens Charles Cullis ihnen einen erneuten Predigtauftritt an einem Heiligungstreffen in Massachusetts, um sie zu rehabilitieren. Obwohl die Veranstaltung ein Erfolg war, verstärkten sich die Zweifel vor allem bei ihm, weil er ohne inneres Mitgehen gepredigt hatte. Hannah und er zogen sich danach endgültig von der Heiligungsbewegung zurück. 1877 starb ihr Vater, das Erbe an der Firma Whitall-Tatum ermöglichte dem Ehepaar ein materiell sorgenfreies Leben, aber die Ehe mit Robert war durch seine psychische Erkrankung und den Skandal zerrüttet worden, sie wurde aus finanziellen Gründen aufrechterhalten. Angeblich hatte er 1882 eine Affäre. Hannah wandte sich 1886 wieder den Quäkern zu und vertrat zunehmend einen Universalismus und einen religiösen Pluralismus.
In den Jahren 1888 oder 1889 siedelte die Familie dann endgültig nach London über, wo ihre Tochter Mary (1864–1945) den irischen Anwalt Frank Costelloe geheiratet hatte. 1889 gab Robert in Philadelphia die Zeitschrift Christian’s Pathway to Power heraus, und sie unterstützte ihn dabei. Ihre Tochter Mary ließ sich später scheiden und heiratete den Kunsthistoriker Bernard Berenson. Die andere Tochter Alys (1867–1951) wurde die erste Ehefrau des englischen Mathematikers und Philosophen Bertrand Russell. Der Sohn Logan Pearsall Smith (1865–1946) wurde ein bekannter Literaturkritiker. Hannah Whitall Smiths Nichte Martha Carey Thomas wurde 1884 die erste weibliche Dekanin des Bryn Mawr College und eine aktive Frauenrechtlerin.
Auch Hannah Whitall Smith engagierte sich in den 1890er Jahren für die Frauenrechtsbewegung, sie blieb aber ebenso eine gefragte Rednerin in christlichen Kreisen. Ihr Mann Robert starb nach einer längeren Influenza-Erkrankung am 17. April 1898. Als 72-Jährige veröffentlichte sie im Jahr 1903 ihre Autobiographie The Unselfishness of God And How I Discovered It (deutsch: Die Selbstlosigkeit Gottes und wie ich sie entdeckte). Nach ihrer Kindheit und Jugend bei den Quäkern erkannte sie vier weitere Epochen in ihrem geistlichen Leben: Suche, Wiederherstellung, Allversöhnung und Leben im Glauben. In der Selbstlosigkeit Gottes meinte sie erkannt zu haben, dass er alle Menschen in den Himmel aufnehmen werde, daher war sie zu der Überzeugung einer Allaussöhnung gekommen. Seit Herbst 1904 trat sie aus gesundheitlichen Gründen nicht mehr öffentlich auf. Sie starb am 1. Mai 1911 in London.

## Nachlass
6000 Briefe von Hannah Whitall Smith und zwölf Bände ihrer Zeitschriften befanden sich im Besitz der britischen Autorin Barbara Halpern Strachey (1912–1999) in Oxford. Es war der große Fundus, aus dem die US-amerikanische Pfarrerin Mary Henry schöpfte, um ihr Werk The Secret Life of Hannah Whitall Smith 1984 zu veröffentlichen. Logan Pearsall Smith (1865–1946), der Sohn von Hannah, schrieb 1938 seine Erinnerungen auf und kann daher als Augenzeuge der Ereignisse im Elternhaus und in der Heiligungsbewegung angesehen werden.

## Schriften (Auswahl)
- The Christian’s Secret of a Happy Life, 1870 und 1916.
  - Das Geheimnis eines glücklichen Christenlebens, Herold Verlag, 1993, ISBN 3-88936-007-6; 2019 (sprachlich überarbeitet).
- The record of a happy life: being memorials of Franklin Whitall Smith, a student of Princeton college. By his mother, H. W. S., Philadelphia 1873.
- John M. Whitall. The story of his Life, Philadelphia 1879; Antigonos Verlag, 2024, ISBN 978-3-386-69970-9.
- Every-day Religion.
- The Common-sense Teaching of the Bible, 1893.
- The Unselfishness of God and How I Discovered It: A Spiritual Autobiography, 1903 und Princeton 1987.
- The God of all Comfort, Kingdom Impact; mit The Christian's Secret of a Happy Life, Chump Change, 1906, ISBN 978-1-64032-255-4.
  - Überwältigt von Gottes Güte, SCM, 2006, ISBN 978-3-938050-06-4.
- God is enough, Zondervan, Grand Rapids 1986, ISBN 978-0-310-46260-6.